# Hydrangea serratifolia
Hydrangea serratifolia, también conocida como Canelilla, Voqui Canelilla, Voqui naranjo, o Voqui paulún, es una especie de planta trepadora con flores de la familia Hydrangeaceae. Es originaria de Chile y Argentina. 
En su ambiente natural, este organismo es susceptible al ataque del hongo Austrobasidium pehueldeni, que induce la formación de agallas o deformaciones en su cuerpo. 
En Chile se puede encontrar desde la Región de Valparaíso hasta la Región de Aysén.